# Снова и снова
Снова и снова (англ. Time and Again, иногда публикуется под названием англ. Time & Again) — научно-фантастический роман Клиффорда Саймака. Один из наиболее популярных романов этого автора.
Впервые опубликован в 1950 году в трёх первых номерах журнала «Galaxy» под названием «Добыча времени» (Time Quarry).
Концовка журнального варианта отличается от принятой в окончательной редакции романа.
Известно два перевода на русский язык:
- Н. А. Сосновская (1991)
- С. А. Хомутов (1993)

## Место и время действия
В основном события разворачиваются на Земле, хотя упоминаются «охотничий астероид» в поясе астероидов Солнечной системы и некая планета Судеб в системе звезды 61 Лебедя, населенная «симбиотическими абстракциями».
Основное время 7765 год. Десять лет (с 4 июля 1977 года по 12 июля 1987 года) Саттон прожил на сельской ферме возле города Бриджпорт, штат Висконсин.
Человечество, открыв дорогу к звездам, расселилось по всей Галактике. Инопланетяне упоминаются, но не описываются. Чтобы контролировать огромную Галактику, приходится держать мощный бюрократический аппарат. Людей для этого не хватает. Зачастую один человек с дюжиной андроидов и полусотней роботов управляет целой звездной системой.
Андроиды во всем подобны людям, также нуждаются в еде, сне. Они появляются на свет искусственно, в химических лабораториях. Они совершенно стерильны, не способны производить потомства. В лаборатории андроиду на лоб ставится татуировка — его серийный номер.
Роботы, хотя и обладают интеллектом, подобным человеческому и могут собирать из деталей других роботов, являются машинами.
Зависимое положение андроидов вызывает в обществе определённое социальное напряжение. Андроиды, вместе с примкнувшими к ним роботами, борются за равноправие. Для этого они вовсю шпионят за людьми. Кроме того, они создали Колыбель — некое таинственное место, где могут производить андроидов без клейма на лбу. Некоторые люди похищаются, а их места занимают андроиды.
Возвращение Ашера Саттона из системы 61 Лебедя с идеей Судьбы вызвало всеобщий галактический кризис. Эта идея потрясла общество до самых основ. Мир раскололся на три фракции:
1. Фундаменталисты. В основном это андроиды и роботы. Они хотят, чтобы Саттон написал книгу, где изложены его идеи.
2. Ревизионисты. Люди, понимающие, что идеи Саттона в чистом виде опасны и могут вывести андроидов и роботов из повиновения. Поэтому ревизионисты прилагают усилия, чтобы исказить и сгладить эти идеи. Их стремления и цели выражаются формулировкой «Галактика, а со временем и вся Вселенная — только для людей».
3. Ортодоксы. Эти люди считают, что все носители идей Саттона должны быть убиты, а сам Саттон уничтожен.

Книга, написанная Саттоном, вызвала настоящую галактическую войну. Война шла не только в космосе, со стрельбой и жертвами, но и во времени. Толпы эмиссаров от всех трех фракций были засланы в прошлое, чтобы изменить его. Шпионы во времени делают всё, чтобы их фракция получила наибольшую выгоду, одновременно пытаясь нейтрализовать противников. Дошло то того, что Саттону в руки попалось два экземпляра его книги, которую он ещё должен был написать. Один экземпляр был издан фундаменталистами, второй — ревизионистами.

## Сюжет
Ашер Саттон возвращается на Землю из системы звезды 61 Лебедя. Его звездолёт — настоящий хлам, он просто летать не может. Один из двигателей оторван, корпус деформирован и покорежен, часть обшивки отсутствует, иллюминаторы разбиты. На корабле нет ни еды, ни воздуха, ни топлива. Сам Саттон вспоминает, что надо дышать, уже стоя на Земле. Ему ещё предстоит научиться владеть всем тем, чем его одарили в системе 61 Лебедя — и вторым сердцем, и телепатией, и умением убивать силой мысли.
Саттон немедленно становится объектом приложения усилий всех трёх фракций, сначала не подозревая об этом. Его исследуют, за ним следят, он, якобы случайно, знакомится с миловидной рыжеволосой девушкой Евой Армор. Его вызывают на дуэль, везут на «охотничий астероид». Он подозревает, что творится что-то неладное. Его подозрения превращаются в уверенность, когда на его глазах в болото падает космический корабль с умирающим человеком. Человек узнает Саттона и показывает ему некий знак. Среди одежды раненого оказался отпечатанный экземпляр будущей книги Саттона, которую он только задумал, но даже ещё не садился писать!
Саттону в руки попадает семейный архив, сбережённый для него семейным роботом Бастером. В архиве письмо из 1987 года, которое Джон Х. Саттон отправил самому себе. В письме описывается странный случай с появлением ниоткуда некой машины. Из машины вышел человек, который ловко выспросил у Джона Х. Саттона обо всех семейных секретах семьи Саттонов. Ашер понимает, что стал предметом исследования. Он отправляется в 1977 год, чтобы самому побеседовать со шпионом во времени. Однако тот оказывается хитрее и проворнее. Он оглушает Саттона и оставляет его на Земле 1977 года, где ему пришлось прожить десять лет под именем Уильяма Джоунза.
После десятилетнего пасторального «отдыха» Саттон вновь вступает в контакт как с представителями фундаменталистов, так и с представителями ревизионистов. Он принимает решение отдать свой дар телепатии андроидам, чтобы восстановить равновесие и социальное равенство. При этом он навсегда заслужил статус предателя в глазах людей.
В конце Саттон отправляется на далекую планету Тауэр писать свою книгу. Ева Армор остается на Земле. В журнальном варианте Ева отправляется вместе с ним.

## Действующие лица
Ашер Саттон, работник Бюро по связям с Чуждыми цивилизациями. Был послан в систему 61 Лебедя с целью проверить, представляют ли её обитатели угрозу для Земли. Единственный человек, которого пропустил экран, окружающий эту звёздную систему. Погиб при посадке. Был воскрешён местными, получил от них в дар множество несвойственных человеку умений: телекинез, телепатия, способность воскрешать после смертельных ранений. Носит в своей психике свою Судьбу, абстрактного симбионта, которого зовет Джонни.
Кристофер Адамс, непосредственный начальник Саттона, руководитель отдела Галактических расследований Бюро.
Тревор, глава корпорации, управляющей Галактикой, предводитель фракции ревизионистов. Это он пытался внушить Саттону идею «Галактика (а затем и вся Вселенная) — только для людей».
Морган, представитель фракции ортодоксов. По видимому, натравил на Саттона дуэлянта Джофри Бентона. Саттону и андроидам пришлось убить нескольких функционеров Моргана. Называет себя «преемником» Адамса.
Херкимер, (в переводе Сосновской Н. А. — Геркимер), андроид, имущество Джофри Бентона. После дуэли перешел в собственность Саттона вместе с космическим кораблем и охотничьим астероидом. На самом деле руководитель подполья андроидов и организатор всех событий, побудивших Саттона написать книгу.
Ева Армор, высокая рыжеволосая девушка-андроид. Рождена в Колыбели. Выдает себя за человека, воспитанного андроидами. Всюду следует за Саттоном, его любовница.
Майклсон, некий изобретатель машины времени. Его изобретение представители всех фракций широко использовали для войны во времени.
Джофри Бентон, весьма богатый и очень целеустремлённый человек. Известный дуэлянт, убил во время поединков шестнадцать человек. Вызвал на дуэль Ашера Саттона, был убит. Именно на этой дуэли Саттон понял, что может убить человека силой мысли.
Джон Х. Саттон, владелец имения, где Ашер Саттон прожил десять лет под именем Уильяма Джоунза. По образованию юрист, но не нашел себя в юриспруденции, занялся сельским хозяйством. Его письмо к самому себе, с описанием событий десятилетней давности является осью, вокруг которого закручены все события. На самом деле письмо было предназначено для Ашера Саттона.
Веллингтон, адвокат. Андроид. Передал Саттону старый сундук с семейным архивом, сохраненный Бастером.
Бастер. Старый семейный робот семьи Саттонов. Прослужил семье больше тысячи лет. Когда Саттон улетел на 61 Лебедя, Бастер обновил свое тело, купил звездолет и отправился осваивать отдаленную планету в системе Тауэр. Ашер решил, что робот, испугавшись чего-то, сбежал. На самом деле Бастер, побуждаемый андроидами, отправился готовить для Саттона убежище, где тот сможет написать свою книгу.
Хорацио Рейвен, доктор богословия и сравнительной религии. Его курс Ашер Саттон закончил перед тем, как поступить на службу в Отдел Галактических расследований.